# 上條昭太郎
上條 昭太郎 （かみじょう しょうたろう、1972年 - ）は、日本のエッセイスト。長野県東筑摩郡出身。

## 略歴
- 1990年 - 長野県松本県ヶ丘高等学校卒業。
- 1994年 - 横浜国立大学経済学部国際経済学科卒業[1]。
- 卒業後、八十二銀行員勤務を経て、フリーター生活へ。7年間ほど詩を書きながら自由気ままな日々を過ごす（うち1年間はNY滞在）。2003年から約2年間、衆議院議員公設秘書として国政に携わるが、その後、秘書の職を辞し、飲食店を経営[2][3]。
- 2006年10月 - フードファイターとして、元祖!大食い王決定戦で予選3位、本戦2回戦敗退。
- 2009年 - 衆議院議員総選挙に長野県第2区に無所属で出馬したが落選した[4][5]。
元祖!大食い王決定戦ではオシャレ上條と呼ばれたイケメンで、衆議院議員選挙出馬時のポスター写真もイケメンギャル男風であった。
  - 7月 -「トワイロ百夜」を出版。
- 2011年2月 -「神条昭太郎」の名前でTwitter開設。また、Facebookなどを活用し、出店場所を直前に発表するというスタイルで、都内各所に場所を定めず出没・営業する屋台バー「TWILLO（トワイロ）」の店主を務めている[6][7]。

## 著書
- 『トワイロ百夜』（2009年7月30日、幻冬舎ルネッサンス）ISBN 978-4-7790-0502-2

## トワイロ
営業場所が一定ではない、食べ物の持ち込み可能、ドリンクの提供用グラスにはバカラかラリックが用いられ、屋台なのに高級感というギャップが特徴。コンテンポラリーアート的で独特な営業スタイルが人気を集め、多数のメディアに掲載されている。自らトワイロを「モバイルサロン」と評している。